# 권혁진 (1984년)
권혁진(1984년 12월 5일 ~ )은 대한민국의 축구 선수이며, 포지션은 미드필더이다.